# Michael Spatz
Michael Spatz (ur. 25 listopada 1982 w Mannheimie) – niemiecki piłkarz ręczny grający w drużynie TV Grosswallstadt.
Pierwszą drużyną, w jakiej grał Michael Spatz była SG Leutershausen, grająca wtedy w 2 Bundeslidze. W tym samym roku grał także w juniorskiej drużynie SG Leutershausen, zdobywając dla niej 73 bramki w 27 meczach. W Leutershausen grał do 2003, po czym na koniec sezonu przeszedł do klubu VfL Gummersbach. Następnym klubem w karierze Spatza był TV Grosswallstadt.
Zadebiutował w reprezentacji Niemiec 14 kwietnia 2006 w meczu przeciwko Danii.

## Sukcesy
- Puchar EHF:
  -  (2011)